# Douglas Charles Clavering
El capitán Douglas Charles Clavering RN FRS (Palacio de Holyrood, Edimburgo, 8 de septiembre de 1794 - desaparecido en el mar mediados de junio de 1827) fue un oficial de la Royal Navy recordado por haber participado en una exploración en el Ártico en la que participó Edward Sabine y en la que se exploró la costa oriental de Groenlandia donde se descubrieron y nombraron varios accidentes costeros (Loch Fyne) y varias islas (Clavering, Little Pendulum, Sabine y Shannon).

## Biografía

### Primeros años y carrera
Clavering nació en Palacio de Holyrood, hijo mayor del general de brigada Henry Clavering Mordaunt (1759-1850) y lady Augusta Campbell (1760-1831), hija de John Campbell, quinto duque de Argyll. Su abuelo fue el teniente general John Clavering, que había servido como comandante en jefe en la India desde 1774.
A pesar de sus impecables antecedentes militares Clavering eligió servir en la Marina. Se incorporó muy joven sirviendo como guardiamarina al mando de sir Philip Broke en la fragata HMS Shannon. Clavering se distinguió durante la batalla con el USS Chesapeake en junio de 1813, y fue mencionado con honores en el informe de Broke.  Luego se desempeñó como teniente a bordo de la corbeta de guerra HMS Spey en el Mediterráneo, y en 1821 fue nombrado comandante de la corbeta HMS Pheasant, en la costa de África.
Mientras estaba de camino para unirse a su barco, entabló una estrecha amistad con el entonces capitán Edward Sabine, que viajaba a África para iniciar una serie de observaciones sobre la longitud del péndulo de segundos. A petición de Clavering el HMS Pheasant fue elegido para llevar a Sabine a hacer sus observaciones. Estas se hicieron en Sierra Leona, Santo Tomé, isla Ascension, Bahía, Maranhão, isla Trinidad, Jamaica y Nueva York. En el transcurso del viaje Clavering también hizo una extensa serie de observaciones sobre la dirección y la fuerza de la corriente ecuatorial y la corriente del Golfo.
Los resultados de las observaciones de Sabine fueron publicados al regreso del Pheasant a Inglaterra, y la Junta de Longitud determinó que se debían de continuar las observaciones hasta la latitud más al norte que fuera posible llegar. Para ello, fue seleccionado el bergantín HMS Griper, que ya había sido adaptado para los viajes del Ártico y que fue utilizado por William Parry en su primera expedición en 1819 a 1820, y Clavering fue nombrado para su mando el 1 de marzo de 1823.

### Viaje al Ártico, 1823
Clavering preparó su barco en Deptford, cargando suficientes provisiones para que la nave pudiese pasar todo el invierno, en caso de que quedase atrapado en el hielo. El HMS Griper zarpó el 11 de mayo, navegando a través del mar del Norte y dirigiéndose luego al norte a lo largo de la costa de Noruega, teniendo buen tiempo al pasar por las islas Lofoten, donde las calmas y el aire luminoso los retrasaron un poco. Llegaron a Hammerfest el 2 de junio. Sabine estableció un campamento en tierra e hizo su primera serie de observaciones, que se completaron el 23 de junio.
El Griper navegó luego hacia el norte hacia Spitsbergen en el archipiélago de las Svalbard, dembarcando el 1 de junio y estableciendo un campamento de tiendas de campaña y cabañas para seis hombres, Sabine, y sus instrumentos. Mientras tanto, Clavering navegó hacia el norte hasta quedar bloqueado por el hielo en los 80°21′ N, estando de regreso el día 11. Mientras Sabine completaba sus observaciones Clavering realizó reconocimientos y sus hombres complementaron su dieta con carne de reno fresca.
El Griper partió de Spitsbergen el 23 de junio y se dirigió hacia la costa oriental de Groenlandia. Después de viajar a través de los témpanos de hielo, el barco llegó finalmente a la ribera el 8 de julio, en torno a la latitud 74°N. Se navegó hacia el norte-este en busca de un lugar de desembarco adecuado y el 10 de julio descubrieron dos islas, que luego Clavering denominó islas Pendulum (ahora isla Little Pendulum e isla Sabine). El Griper continuó hacia el norte hasta quedar bloqueado por el hielo. Clavering desembarcó en una isla a la que llamó isla Shannon, pero al darse cuenta de que no podía ir más lejos, volvió sobre sus pasos y desembarcó en la mayor de las islas del Pendulum el 14 de julio para permitir a Sabine acampar y hacer sus observaciones. El campamento estaba situado en 74°32′19″N 18°50′00″O / 74.53861, -18.83333. El día 16 Clavering partió en dos botes, y con el guardiamarina Henry Foster, exploró la costa entre los 72°30′ N y los 74°N, ampliando las observaciones que había realizado William Scoresby el año anterior. Clavering también exploró y nombró el Loch Fyne Observó varios restos de habitación, y más tarde, en la costa sur de la que ahora lleva su nombre —la isla Clavering (que fue nombrada en su honor por la segunda Expedición Polar Norte de Alemania (1869-70) como Clavering Insel—, se puso en contacto con un grupo del pueblo Thule.  Fue el primer (y último) encuentro que los europeos hicieron con los ahora extintos inuit de Groenlandia Nordeste, un grupo de doce inuit, incluyendo hombres, mujeres y niños. En su diario, Clavering describió sus tiendas de piel de foca, las canoas, y las ropas, los arpones y lanzas con puntas de hueso y de hierro meteórico, y su apariencia física (piel «moreno cobriza», «pelo negro y rostros redondos; su manos y pies muy carnosos, y muy hinchados»). Destacó su habilidad para despellejar una foca, la costumbre de rociar agua sobre las focas o morsas antes de despellejarlas, y su asombro ante la demostración de las armas de fuego de caza.
Clavering volvió al campamento el 29 de agosto cuando Sabine casi había concluido sus mediciones. Levantaron el campamento y regresaron a la nave al día siguiente.
El Griper de nuevo navegó el 31 de agosto en dirección sur a lo largo de la costa a través de los témpanos de hielo, llegando finalmente a mar abierto el 13 de septiembre. El día 23 llegaron frente a la costa de Noruega, anclando en Trondheim el 6 de octubre. Sabine terminó su última serie de observaciones, y el Griper partió para Inglaterra el día 13, aunque las galernas y los vientos desfavorables lo mantuvieron en la bahía hasta el 3 de diciembre, cuando finalmente ganó el mar abierto. Violentas galernas y tormentas eléctricas retrasaron su más allá, y finalmente estaba de regreso en Deptford el 19 de diciembre de 1823.

### Desaparición y muerte
En enero de 1825 Clavering fue nombrado comandante del bergantín HMS Redwing en el Escuadrón de África Occidental, dedicado a la supresión de la trata de esclavos. El HMS Redwing zarpó de Sierra Leona en junio de 1827 y nunca más fue visto. Restos arrastrados por las olas en noviembre cerca de Mataceney hicieron pensar que había sido destruido por un incendio, seguramente provcado por un rayo.